# Ohio Scientific Challenger 4P
Ohio Scientific Challenger 4P (CHALLENGER 4P) је професионални рачунар фирме OHIO Scientific који је почео да се производи у Сједињеним Америчким Државама током 1979. године.
Користио је 6502 или 6502C (GT) микропроцесорску јединицу а RAM меморија рачунара је имала капацитет од 8 KB, прошириво до 48 KB. 
Као оперативни систем кориштен је OSI-OS.

## Детаљни подаци
Детаљнији подаци о рачунару CHALLENGER 4P су дати у табели испод.
|                       |                                                 |
| [ 1 ]                 |                                                 |
| Произвођач            |                                                 |
| Тип                   | професионални рачунар                           |
| Меморија              | 8 прошириво до 48 KB                            |
| Поријекло             | Сједињене Америчке Државе                       |
| Година                | 1979                                            |
| Тастатура             | Тастатура са пуним помаком тастера - 53 тастера |
| Процесор              |                                                 |
| Фреквенција процесора | 2                                               |
| RAM                   | 8 прошириво до 48 KB                            |
| ROM                   | 8 (Бејсик преводилац)                           |
| Текст                 | 32 линија x 64 знакова                          |
| Графика               | нема                                            |
| Боја                  | 16                                              |
| Звук                  | генератор тона и Д/А претварач                  |
| Димензије             | непознато                                       |
| Портови               |                                                 |
| Оперативни систем     |                                                 |